# 요르요스 파판드레우 (1888년)

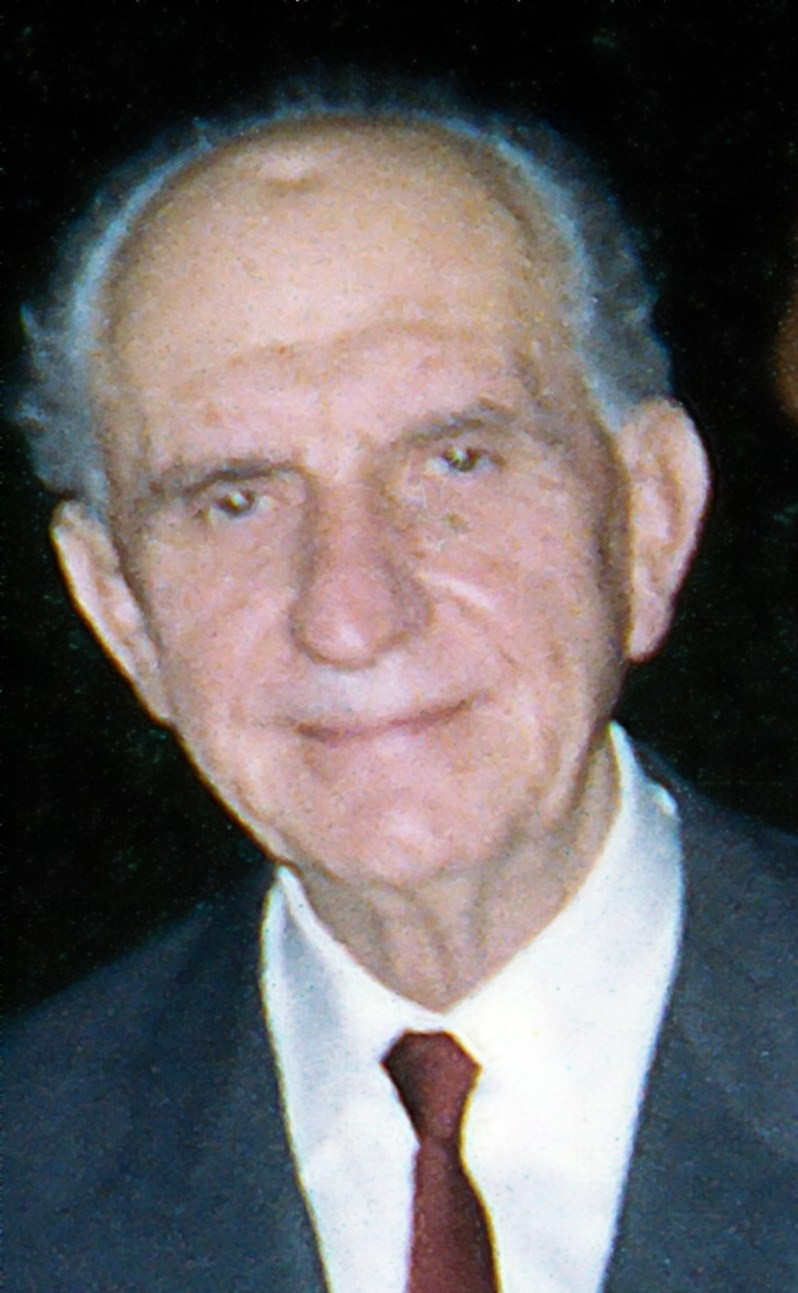

요르요스 파판드레우(Γεώργιος Παπανδρέου, 1888년 2월 18일 ~ 1968년 11월 1일)는 그리스의 정치가이며, 그리스의 총리를 세 번 역임하였다. 그는 서그리스 주의 아하이아 현 칼렌치에서 태어났다. 젊은 시절에 그는 정계에 뛰어들어 엘레프테리오스 베니젤로스의 지지자였는데, 덕분에 그는 1912년 발칸 전쟁 이후 히오스 섬의 지사가 되었다. 그는 폴란드 국적의 소피아 미네이코(Sofia Mineyko)와 결혼하였으며, 아들 안드레아스 파판드레우는 1919년 히오스에서 태어났다.
제1차 세계 대전에 그리스가 참전하면서 정치 위기이던 시절에 파판드레우는 친독일파 콘스탄티노스 1세 임금에 대항하는 베니젤로스의 최측근 지지자였다. 베니젤로스가 아테네에서 도주해야 했을 때, 파판드레우는 그를 따라 크레타섬과, 뒤이어 레스보스섬에 갔으며, 이곳에서 그는 반왕당파 지지자를 규합하여 테살로니키에서 베니젤로스의 친영파 정부에 대한 지지를 모았다. 1921년 그는 가까스로 암살 위험에서 벗어난 적이 있다.
파판드레우는 의회에서 베니젤로스파였으며, 1923년 내무 장관으로 재직하였으며, 1924년~1935년 공화정 시기에 여러 정부직을 역임하였다. 교육부 장관이던 시절에는 그리스의 학교 교육 제도를 개혁하였다. 1935년 그는 그리스 사회민주당을 창당하였다. 평생동안 그리스 왕정에 반대했던 그는 1936년 왕당파 독재자 요안니스 메탁사스로 말미암아 추방당하였다. 제2차 세계 대전 때 그리스가 독일에 점령당하자, 그는 이집트에서 유력한 베니젤로스파 망명 정부에 가담하였다. 그리고 1944년에서 1945년까지 총리직에 있었다. 1940년대 말 그는 그리스 공산당을 민주주의의 가장 큰 적으로 여겼으며, 그리스 내전이 일어났던 1946년에서 1952년까지 여러 내각에서 일하였다.
이후 파판드레우는 보수주의자들이 부상하던 1950년대 내내 야당 신세였다. 1961년 파판드레우는 자유주의자 베니젤로스파와 당시 보수정권에 만족하지 않던 보수주의자를 모아 중도 연합을 세워 그리스 자유주의를 되살렸다. 1961년 "폭력과 사기" 선거 이후 파판드레우는 우익 정당 국민 급진 연합에 대한 "타협하지 않는 싸움"을 선언하였다. 그의 정당은 1963년 11월과 1964년 선거에서 승리하였는데, 1964년에는 압도적인 승리였다.
그는 키프로스에 공화국을 세우기로 정한 취리히 협정에 반대하였다. 키프로스에서 두 민족 사이에 충돌이 일어나자, 파판드레우 정부는 그리스 군 부대를 키프로스 파견하였다.
콘스탄티노스 2세 국왕이 공개적으로 파판드레우 정부를 반대하고, 군부에서 정부를 무력화시키고자 극우파의 음모가 계속 일어났다. 결국 임금은 1965년 중도 연합과 결별("배신")하고 국방부 장관을 놓고 논쟁을 하다 그를 해임하였다. 1967년 4월 요르요스 파파도풀로스의 군사 정변으로 파판드레우는 체포되었다. 1968년 11월 그는 가택 연금 중 세상을 떠났다. 그의 장례식으로 대규모 반독재 시위가 일어났다.
요르요스 파판드레우는 생전에는 이름 뒤에 "1세(πρεσβύτερος)"를 붙인 적이 없었다. 군사 독재 시대와 그의 사후에 종종 경칭을 붙인 별명으로 "민주주의 씨(Geros tis dimokratias)"라 불리기도 하였다. 그의 손자 요르요스 파판드레우도 정계에 진출하였기 때문에, 오늘날 그리스에서는 대부분 할아버지 파판드레우에게는 'Georgios', 손자에게는 'Giorgos'라고 쓴다.

## 같이 보기
- 안드레아스 파판드레우
- 요르요스 파판드레우 (1952년)
- 그리스의 정치